# Kettwig
Kettwig è un quartiere della città tedesca di Essen, compreso nel distretto urbano IX.

## Storia
Il 1º gennaio 1975 la città di Kettwig venne aggregata alla città di Essen; fece eccezione la frazione di Mintard, aggregata alla città di Mülheim an der Ruhr.